# Arnoldas Pikžirnis
Arnoldas Pikžirnis (* 1991 in Kaunas) ist ein litauischer Politiker und Vizeminister für Energie. 

## Leben
Nach dem Abitur 2010 am Saulės-Gymnasium in der zweitgrößten litauischen Stadt Kaunas absolvierte er von 2010 bis 2013 das Bachelorstudium Europastudien an der Universität Maastricht und von 2013 bis 2014 das Masterstudium Geopolitik und territoriale Sicherheit am King’s College London.
Von 2014 bis 2015 war er Projektleiter für das Programm Invest Lithuania, von 2015 bis 2016 Berater des Ministers am Innenministerium der Republik Litauen, von 2016 bis 2020 Berater des Premierministers für nationale Sicherheit, Innen- und Außenpolitik in der Regierungskanzlei der Republik Litauen, 2021 leitender Berater für Transformation und Umsetzung bei Danske bankas und von 2021 bis 2022 PR-Berater in der PR-Agentur Fabula & Partners: Rud Pedersen Group.
Von 2022 bis 2024 war er Gehilfe von Saulius Skvernelis in der Seimas-Kanzlei und 2022 bis Dezember 2024 Leiter der Verwaltung der Partei Demokratische Union „Im Namen Litauens“. 
Seit Dezember 2024 ist er stellvertretender Energieminister der Republik Litauen. Er ist Stellvertreter von Minister Žygimantas Vaičiūnas im Kabinett Paluckas, geleitet von Gintautas Paluckas.
Seit 2022 ist er Mitglied von Demokratų sąjunga Vardan Lietuvos.
Er war Leiter der Liga Junger Konservativer.